# Reichenbach (Cham járás)
Reichenbach település Németországban, azon belül Bajorországban. Lakosainak száma 1340 fő (2023. december 31.).

## Népesség
A település népessége az elmúlt években az alábbi módon változott:
| Lakosok száma | 596  | 1233 | 1051 | 1052 | 1222 | 1299 | 1307 | 1304 | 1306 | 1340 |
|               | 1875 | 1950 | 1975 | 1987 | 2012 | 2014 | 2016 | 2017 | 2021 | 2023 |